# 씨 비스트 (1926년 영화)
씨 비스트(The Sea Beast)는 미국에서 제작된 밀라드 웹 감독의 1926년 모험 영화이다. 존 베리모어 등이 주연으로 출연하였다.

## 출연

### 주연
- 존 베리모어
- 돌로레스 코스텔로

### 조연
- 조지 오하라
- 마이크 던린
- 샘 베이커
- 조지 베렐
- 샘 앨런
- 프랭크 넬슨
- 마틸드 코몬트
- 제임스 O. 바로우즈
- 바딤 우라네프
- 소진
- 프랭크 해그니
- 조이젤 조이너
- 레오노라 서머스

## 제작진
- 원작자: 허먼 멜빌